# Affaire Byler
Pour un article plus général, voir Abus sexuels dans la communauté Amish.
L'affaire Byler est une affaire judiciaire de mœurs concernant des abus sexuels d'enfants au sein de la famille Byler, membre de la communauté Amish dans l'Ohio aux États-Unis.

## Historique
Norman Byler, de Birmingham dans l'Ohio, est emprisonné pour avoir violé trois fillettes de trois, cinq et huit ans. Il reconnait les faits auprès de Moses Miller, évêque de la communauté amish. Celui-ci décide de le bannir. C'est un des rares cas présenté devant les tribunaux, les Amish préférant traiter les infractions en interne. Dans ce cas, ce sont des voisins n'appartenant pas à la communauté amish qui ont informé les autorités locales,. 
Mary Byler, une des enfants violées par Norman Byler, déclare lors du procès de ce dernier en 2004 avoir aussi été violée par ses propres frères, Johnny et Eli Byler. Quand Mary Byler avait avoué à sa mère ces viols, celle-ci lui avait indiqué que c'était elle la coupable, car elle ne priait pas suffisamment. Ses deux frères ont été sanctionnés au sein de la communauté Amish avec seulement l'interdiction de fréquenter l'église pendant six semaines et l'obligation de demander publiquement pardon. Selon Dan Miller, un évêque amish, ces sanctions sont les plus importantes qui peuvent être administrées à des agresseurs sexuels,. 
À la suite de cette déclaration, les deux frères sont arrêtés par les autorités locales. Johnny Byler qui a reconnu les viols, est condamné à 10 ans de probation et à un an de nuits en prison. Pendant la journée, il sera libre de voir sa femme et ses enfants et de travailler dans la ferme familiale. Eli Byler, qui n'est pas soutien de famille, est condamné à 8 ans de prison,.
Selon ABC News, Mary Byler a quitté la communauté Amish à la suite du procès. Elle a obtenu ses examens General Educational Development, son permis de conduire et a intégré l'armée. À 22 ans, elle est devenue mère à son tour. Elle s'est investie dans l'aide à d'autres victimes au sein de la communauté amish et a créé l'organisation The Misfit Amish, basée au Colorado.

## Documentaire
En mai 2022, Mary Byler évoque les violences sexuelles exercées à son encontre  par les membres de sa famille dans le documentaire Sins of the Amish (Les péchés des Amish) diffusé par  Peacock, service de streaming vidéo détenu et exploité par NBCUniversal,,.